# Rombies-et-Marchipont
Rombies-et-Marchipont è un comune francese di 758 abitanti situato nel dipartimento del Nord nella regione dell'Alta Francia.

## Società

### Evoluzione demografica
Abitanti censiti